# امبودیوانیو
امبودیوانیو (به لاتین: Ambodivoanio) یک سکونتگاه مسکونی در ماداگاسکار است که در آنالانجیروفو واقع شده‌است.

## خصوصیات
امبودیوانیو ۹٬۰۰۰ نفر جمعیت دارد و ۸۲ متر بالاتر از سطح دریا واقع شده‌است.